# موریس هنری دورمان
موریس هنری دورمان (انگلیسی: Maurice Henry Dorman؛ زاده ۷ اوت ۱۹۱۲ – درگذشته ۲۶ اکتبر ۱۹۹۳) دیپلمات، و سیاستمدار اهل بریتانیا بود. وی از ۲۱ سپتامبر ۱۹۶۴ تا ۲۲ ژوئن ۱۹۷۱ فرماندار کل مالت بود.
موریس هنری دورمان در ۲۶ اکتبر ۱۹۹۳، در سن ۸۱ سالگی درگذشت.